# Aeroportul Timimoun
Aeroportul Timimoun (IATA: TMX, ICAO: DAUT) este un aeroport din Algeria ce deservește zona Timimoun. A fost numit după zona deservită.
Situat la o altitudine de 313 m, aeroportul dispune de o singură pistă.